# Giliastrum rigidulum
Giliastrum rigidulum là một loài thực vật có hoa trong họ Polemoniaceae. Loài này được (Benth.) Rydb. mô tả khoa học đầu tiên năm 1917.